# Storia dell'Università Cornell

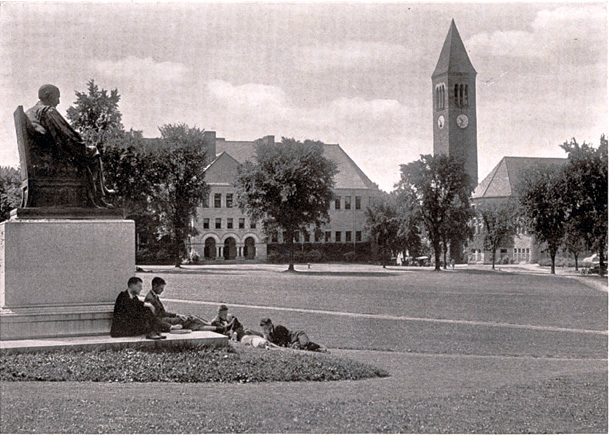
Statua di Andrew Dickson White sul quadrilatero delle arti con Boardman Hall sullo sfondo

La storia dell'Università Cornell ha inizio nel gennaio del 1864, quando i due fondatori, Andrew Dickson White di Syracuse ed Ezra Cornell di Ithaca, si incontrarono per la prima volta nel Senato dello Stato di New York. Insieme fondarono l'Università Cornell a Ithaca, nello Stato di New York, nel 1865. L'università è stata inizialmente finanziata dalla donazione di 400000 $ di Ezra Cornell e dal Morrill Land Grant Act del 1862 che ha concesso a New York 989920 acri.
Tuttavia, anche prima che Ezra Cornell e Andrew White si incontrassero al Senato di New York, ognuno di loro aveva progetti e sogni che li avrebbero portati a collaborare nella fondazione di Cornell. White credeva nella necessità di una grande università per la nazione che adottasse un approccio radicalmente nuovo all'istruzione; Cornell, che nutriva un grande rispetto per l'educazione e la filantropia, desiderava usare i suoi soldi "per fare il bene più grande". Abraham Lincoln firmò il Land Grant Act del senatore del Vermont Justin Smith Morrill, trasformandolo in legge; un'azione fondamentale per la formazione di molte università, tra cui Cornell, nell'era post-secessione americana.

## Fondatori

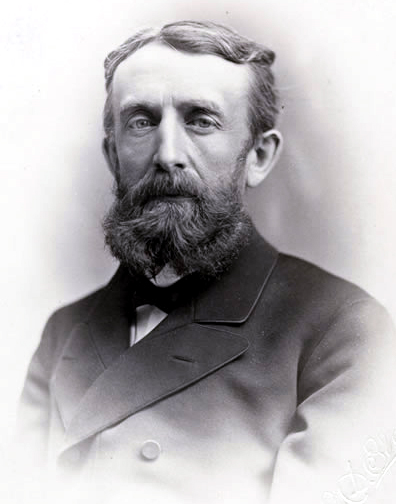
Andrew Dickson White nel 1885

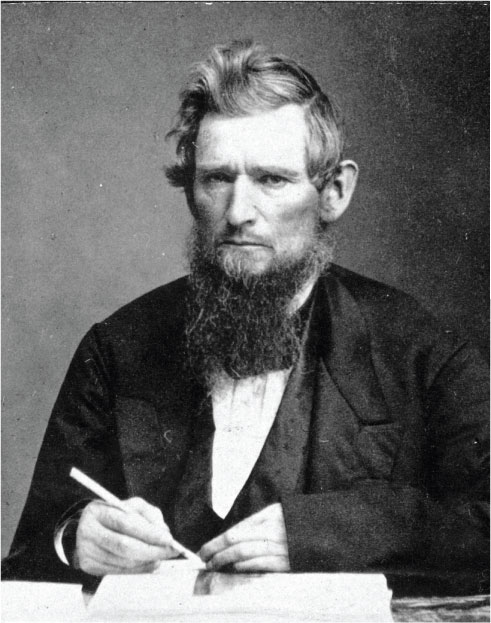
Ezra Cornell, omonimo dell'Università Cornell

I nuovi membri eletti del Senato di Stato, Cornell e White, presiedevano al governo: l'uno nel Comitato per l'agricoltura e l'altro nel Comitato di letteratura, quest'ultimo si occupava anche di questioni educative. Entrambi i comitati, i cui poteri si estendevano anche alle cambiali che assegnavano le sovvenzioni territoriali, erano deputati all'insegnamento "senza escludere altri studi scientifici e classici e compresa la tattica militare, per insegnare come tali rami dell'apprendimento sono legati all'agricoltura e alle arti meccaniche". Eppure, la loro eventuale collaborazione sembrava improbabile. Sebbene entrambi valutassero la scienza e l'istruzione allo stesso modo, provenivano da due contesti molto diversi. 
Ezra Cornell, un uomo d'affari autodidatta, austero e pragmatico magnate del telegrafo, fece la sua fortuna grazie alle azioni della Western Union Telegraph Company ricevute durante il processo di consolidamento che portò alla sua formazione. Per la maggior parte della sua vita era stato povero e, improvvisamente, cambiò il suo stile di vita cercando di fare del bene con i suoi averi. Scrisse: "La mia più grande cura ora è come spendere questo grande reddito per fare il miglior bene possibile a coloro che dipendono da me, ai poveri e ai posteri." L'auto-educazione e il duro lavoro di Cornell lo avrebbero portato a concludere che il fine più grande della sua filantropia fosse la necessità di un college che fornisse insegnamenti pratici come l'agricoltura, le scienze applicate, la medicina veterinaria e l'ingegneria, e che offrisse opportunità ai poveri di conseguire un'istruzione.
Andrew Dickson White si iscrisse all'università nel 1849, all'età di 16 anni. White sognava di frequentare uno dei college d'élite orientali, ma suo padre lo mandò all'Accademia di Ginevra (in seguito nota come Hobart and William Smith Colleges), un piccolo collegio episcopale. A Ginevra, White conobbe i grandi collegi dell'Università di Oxford e dell'Università di Cambridge, che sembrarono essere la sua prima ispirazione per "sognare un'università degna del Commonwealth (New York) e della nazione". Questo sogno sarebbe diventato un suo obiettivo permanente. Dopo un anno a Ginevra, convinse suo padre a farlo studiare alla famosa Università Yale. Per White, Yale rappresentò un notevole miglioramento rispetto a Ginevra, ma scoprì che anche in una delle più grandi università del Paese c'era "troppa recitazione a memoria e troppo poco rapporto reale".
Alla fine del 1850, mentre White era un professore di storia presso l'Università del Michigan, continuò a sviluppare le sue idee su una grande università americana. Fu influenzato dal curriculum, più liberale rispetto a quello delle università orientali, e dall'amministrazione dell'università come istituzione laica.

## Concezione
White rimase profondamente impressionato da una proposta di legge presentata da Cornell in una delle sue prime azioni come senatore di stato: l'incorporazione di una grande biblioteca pubblica per Itaca, per la quale Cornell aveva donato 100000 $. Colpito non solo dalla sua generosità, ma anche dalla sua "ampiezza di mente", scrisse:

Il segno più eclatante di questo era il suo modo di formare un consiglio di amministrazione: invece del solito tentativo di legare per sempre l'organizzazione a qualche setta, partito o cricca, aveva nominato i migliori uomini della sua città, i suoi avversari politici e anche i suoi amici, e aveva aggiunto a loro i pastori di tutte le principali chiese, cattoliche e protestanti.

Tuttavia, Cornell e White si trovarono presto ai lati opposti di una battaglia che alla fine portò alla creazione della Cornell University. Nel 1863, il legislatore aveva concesso i proventi della sovvenzione per terreni al Collegio del Popolo di L'Avana (ora Montour Falls), a patto che venissero soddisfatte determinate condizioni entro un certo periodo di tempo. Poiché il Morrill Act stabiliva un limite di cinque anni per ogni stato che identificava il Grant Land per un college, sembrava improbabile che il Collegio del Popolo potesse soddisfare le condizioni previste, pertanto il legislatore era pronto a selezionare una scuola diversa. Inizialmente, Cornell, in qualità di membro del Board of Trustees del New York State Agricultural College di Ovid, sembrava intenzionato a ottenere la metà della sovvenzione da destinare a quella scuola. Tuttavia, White "si oppose con forza a questo disegno di legge, sostenendo che le risorse educative dello stato erano già troppo disperse". Secondo White, la sovvenzione sarebbe stata più efficace se fosse stata utilizzata per istituire o rafforzare un'università globale.
Lavorando ancora per destinare parte della sovvenzione all'Academy College, il 25 settembre 1864 a Rochester, New York, Cornell annunciò la sua offerta di donare 300000 $ (poi aumentati a 500000 $), a condizione che una parte della sovvenzione potesse essere assicurata e che gli amministratori avessero trasferito il college a Itaca. White non accettò, ma disse che avrebbe contribuito con la stessa cifra se la sovvenzione non fosse stata suddivisa. Iniziò così la collaborazione tra Ezra Cornell e Andrew D. White che portò alla nascita della Cornell University.

## Fondazione

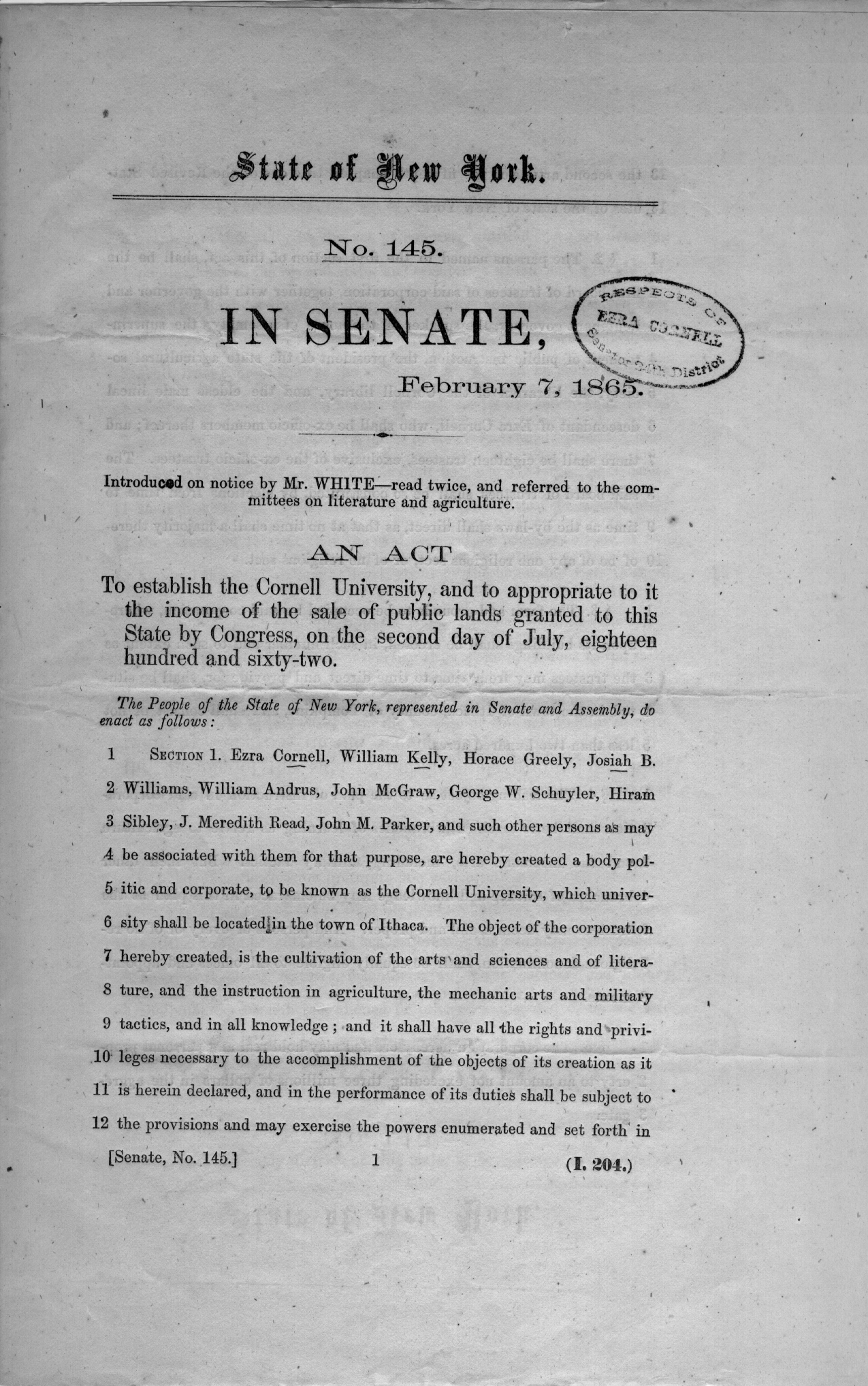
Il disegno di legge del 1865 per istituire l'università Cornell

Il 7 febbraio 1865, Andrew D. White presentò al Senato dello Stato un atto per "fondare l'Università Cornell", che si appropriò del reddito totale derivante dalla vendita dei terreni donati a New York sotto il Morrill Act all'università. Ma, mentre Cornell e White avevano raggiunto un accordo, dovettero affrontare una feroce opposizione, tra cui quella del Collegio del Popolo a l'Avana, dell'Agricultural College di Ovid e di dozzine di altre istituzioni in tutto lo Stato che ambivano a una quota dei fondi di sovvenzione del terreno. Contrasti provenivano anche da gruppi religiosi, che si erano opposti alla proposta del consiglio di amministrazione dell'università, e persino dalla stampa laica, alcuni dei quali ritenevano che Cornell stesse truffando lo Stato fuori dalla sua concessione di terra federale. Per placare i legislatori di Ovidi, White fece in modo che l'Asilo di Stato di Willard per i malati mentali fosse situato sul terreno destinato al Collegio Agrario. Il conto limitava la quantità totale di proprietà e donazioni che l'Università Cornell poteva detenere a 3 milioni di dollari.
Il disegno di legge fu modificato almeno due volte nel tentativo di ottenere i voti necessari per l'approvazione. Nel primo cambiamento, il Collegio del Popolo ricevette tre mesi di tempo per soddisfare determinate condizioni, in cambio delle quali avrebbe ricevuto la concessione fondiaria per la terra secondo la legge del 1863. Il secondo cambiamento proveniva da una fazione metodista che voleva ottenere una parte della sovvenzione destinata al Genesee College. Acconsentirono a una donazione qui-pro-quo di 25000 $ da parte di Ezra Cornell in cambio del loro supporto. Cornell volle che l'accordo fosse inserito nel disegno di legge. Il 27 aprile 1865, il governatore Reuben Eaton Fenton firmò il disegno di legge, che divenne di fatto una legge. Il 27 luglio, il People's College perse il diritto di ottenere i fondi per le concessioni fondiarie e iniziò la costruzione dell'Università Cornell.
Dal 1865 al 1868, l'anno in cui l'università aprì, Ezra Cornell e Andrew D. White lavorarono instancabilmente insieme per costruire la loro università. Cornell si occupò della costruzione dei primi edifici dell'università, a cominciare da Morrill Hall, e investì il terreno della terra federale nelle terre occidentali per l'università che, alla fine, avrebbe fruttato milioni di dollari. White eletto all'unanimità il primo presidente della Cornell University dal consiglio di amministrazione il 21 novembre 1866, iniziò a occuparsi delle politiche amministrative ed educative dell'università. A tale scopo si recò in Francia, Germania e Inghilterra "per visitare istituzioni modello, per acquistare libri e attrezzature, per reclutare professori". White tornò dall'Europa in tempo per essere inaugurato come presidente di Cornell nel 1868 e rimase al suo vertice fino al suo ritiro dalla presidenza nel 1885.

## Inaugurazione

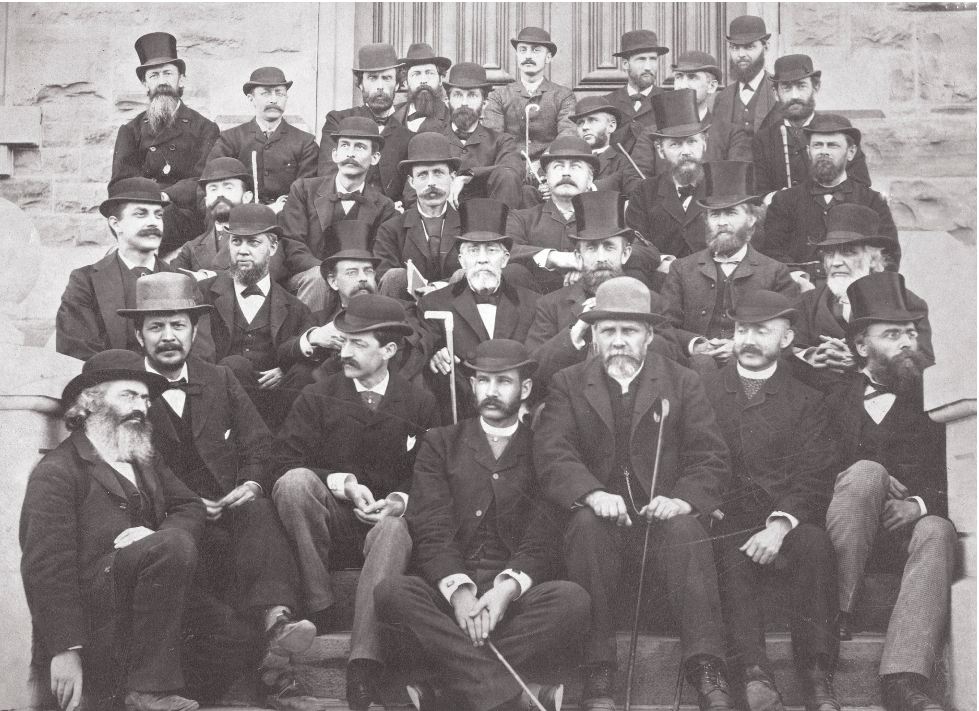
La facoltà della Cornell nel 1882

L'inaugurazione dell'università si tenne il 7 ottobre 1868. Il giorno precedente l'inaugurazione, i candidati che si presentarono a Itaca furono selezionati tramite un esame di ammissione. Superarono il test 412 candidati e, con questa prima selezione, la prima classe di Cornell era, all'epoca, la più numerosa tra quelle di un'università americana.
Per l'occasione, Ezra Cornell tenne un breve discorso in cui disse: "Spero che abbiamo gettato le basi di un'istituzione che unirà l'istruzione pratica all'educazione liberale...Credo che abbiamo fatto l'inizio di un'istituzione che si rivelerà molto vantaggiosa per i giovani poveri e le giovani donne povere del nostro paese". Il suo discorso includeva un'altra affermazione che sarebbe diventata il motto della scuola: "Avrei trovato un'istituzione in cui ogni persona può trovare istruzioni in qualsiasi studio".
Altre due istituzioni fondate da Ezra Cornell hanno avuto un ruolo fondamentale nel consentire l'apertura rapida dell'università. La Cornell Library, una biblioteca pubblica nel centro di Ithaca, fu inaugurata nel 1866 e servì da aula e biblioteca per i primi studenti. Anche la Cascadilla Hall, costruita nel 1866 come centro medico per l'idroterapia, ⁣ fu adibita a primo dormitorio dell'università.
Cornell fu tra le prime università statunitensi ad ammettere le donne insieme agli uomini. La prima donna fu ammessa a Cornell nel 1870, sebbene l'università non avesse ancora un dormitorio femminile. Il 13 febbraio 1872, il consiglio di fondazione di Cornell accettò un'offerta di 250000 $ da parte di Henry Williams Sage per la costruzione di un dormitorio femminile. Durante la costruzione del Sage College (ora sede della Samuel Curtis Johnson Graduate School of Management, conosciuta come Sage Hall) e dopo la sua inaugurazione nel 1875, l'inserimento delle donne a Cornell continuò ad aumentare.
Sotto la direzione di Andrew D. White, furono avviati diversi programmi di studio. Nel 1868, l'ateneo introdusse il sistema elettivo, in base al quale gli studenti potevano scegliere il proprio corso di studi. Un cambiamento simile sarebbe stato introdotto all'Università di Harvard nel 1872, poco dopo l'insediamento di Charles William Eliot nel 1869.
Il successo degli ideali di uguaglianza della neo-costituita Cornell, un'istituzione esclusivamente americana, avrebbe aiutato a guidare alcuni dei cambiamenti visti in altre università nei prossimi decenni, come scrisse lo storico educativo Frederick Rudolph:

Andrew D. White, il suo primo presidente, e Ezra Cornell, che ha dato il suo nome all'ateneo, si sono rivelati gli artefici della prima università americana e, quindi, gli agenti della riforma curriculare rivoluzionaria.

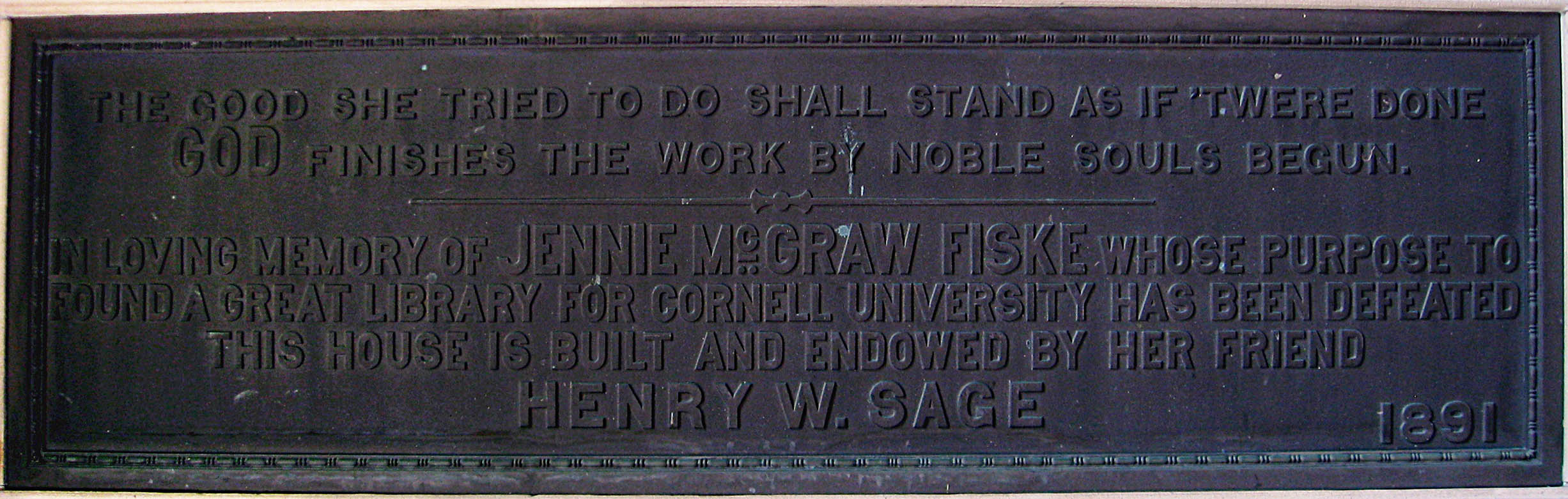
Targa commemorativa sulla Uris Library che fa riferimento al dono di Sage al posto del pagamento della rendita di Jennie McGraw

Nel 1892 aprì la biblioteca universitaria, conosciuta oggi come Uris Library, frutto di una donazione di Henry W. Sage in memoria di Jennie McGraw. Nel suo testamento, lascò 300000 $ a suo marito Willard Fiske, 550000 $ a suo fratello Joseph e ai suoi figli, 200000 $ a Cornell per la costruzione di una biblioteca, 50000 $ per la costruzione di McGraw Hall, 40000 $ per un ospedale studentesco e il resto all'università e alla sua funzione. Tuttavia, la carta dell'università ha limitato il valore delle proprietà immobiliari a 3 milioni di dollari e Cornell non ha potuto accettare l'intero ammontare della donazione di McGraw. Quando Fiske si rese conto che l'università non lo avesse informato di questa restrizione, intentò una causa legale per riottenere i soldi, nota come The Great Will Case. Il 19 maggio 1890 la corte suprema degli Stati Uniti confermò la sentenza della corte d'appello di New York, secondo cui Cornell non poteva ricevere la somma, con il giudice Samuel Blatchford che espresse il parere di maggioranza. Nonostante ciò, Sage ha comunque donato 500000 $ per la costruzione della biblioteca.

## Coeducazione
Nel 1870, Cornell ammise le sue prime studentesse, diventando così la prima scuola mista tra quelle che in seguito divennero note come Ivy League. Tuttavia, l'ammissione delle studentesse fu limitata fino alla costruzione della Sage Hall, utilizzata come dormitorio femminile dal 1872.

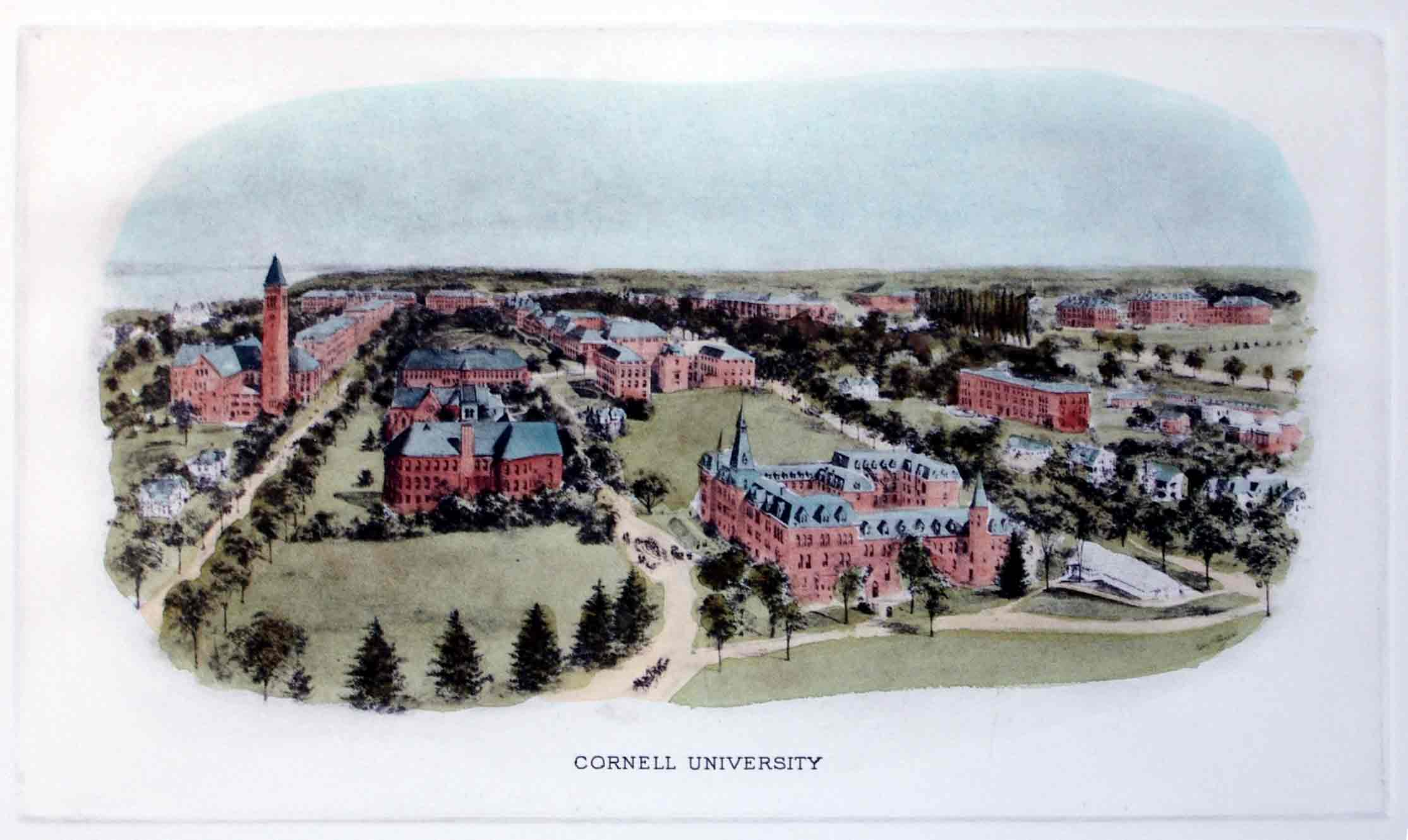
La "Cornell University" del famoso artista paesaggista Richard Rummell (1848-1924), circa 1910. Sage Hall è raffigurata in basso a destra.

L'obbligo, introdotto nel 1884, di far alloggiare le donne (almeno le matricole) nei dormitori servì a limitare le ammissioni studentesche fino al 1972, quando Cornell abbandonò il requisito della residenza per i nuovi arrivati. Di conseguenza, gli standard accademici di ammissione per le donne in ciascun college erano, in genere, superiori a quelli per gli uomini. Infatti, le donne erano sovrarappresentate in alcune scuole e sottorappresentate in altre. Ad esempio, il NYS College of Home Economics e la Cornell School of Nursing hanno storicamente attirato un numero sproporzionato di studentesse, mentre il College of Engineering ha registrato un numero davvero esiguo di studentesse.
All'inizio della sua storia, le studentesse erano separate dagli studenti di sesso maschile in molti modi. Ad esempio, avevano un ingresso separato e salotti in Willard Straight Hall, un governo studentesco separato e una pagina separata (curati dalle donne) nel Cornell Daily Sun. Gli studenti maschi dovevano partecipare all'"addestramento" (un precursore del ROTC), mentre le donne erano esenti. Un resoconto della storia della coeducazione alla Cornell afferma che, all'inizio, "gli studenti di sesso maschile erano quasi all'unanimità contrari alla co-educazione e protestarono vigorosamente all'arrivo di un gruppo di 16 donne, che formarono prontamente un club femminile con una scopa come stendardo e 'In hoc signo vinces' come loro motto". Negli anni 1870 e 1880, le studentesse della Cornell nel campus erano generalmente ignorate dagli studenti maschi. Le donne non hanno avuto un ruolo formale nella cerimonia di inaugurazione dell'anno accademico fino al 1935, quando il governo studentesco ha scelto una donna come "poeta di classe". Nel 1936, il consiglio di amministrazione della Willard Straight Hall votò a favore dell'accesso delle donne alla sua caffetteria. Fino al 1970, gli studenti maschi risiedevano nei dormitori occidentali del campus, mentre le donne erano ospitate nel campus nord. A partire dal 2010, l'unico dormitorio femminile rimasto è Balch Hall, a causa di una restrizione nella donazione che lo ha finanziato. La Lyon Hall (che per la maggior parte della sua storia era un dormitorio maschile) attualmente non ammette residenti di sesso maschile ai piani inferiori. Tutti gli altri dormitori sono stati convertiti in alloggi misti alla fine degli anni '70.
Il NYS College of Veterinary Medicine è stato all'avanguardia nell'istruzione delle donne, conferendo il primo diploma DVM a una donna negli Stati Uniti, Florence Kimball, nel 1910. Tuttavia, fino agli inizi degli anni '80, il Vet College limitava il numero di donne in ogni classe entrante a quattro o meno, indipendentemente dalle qualifiche dei candidati di sesso femminile.

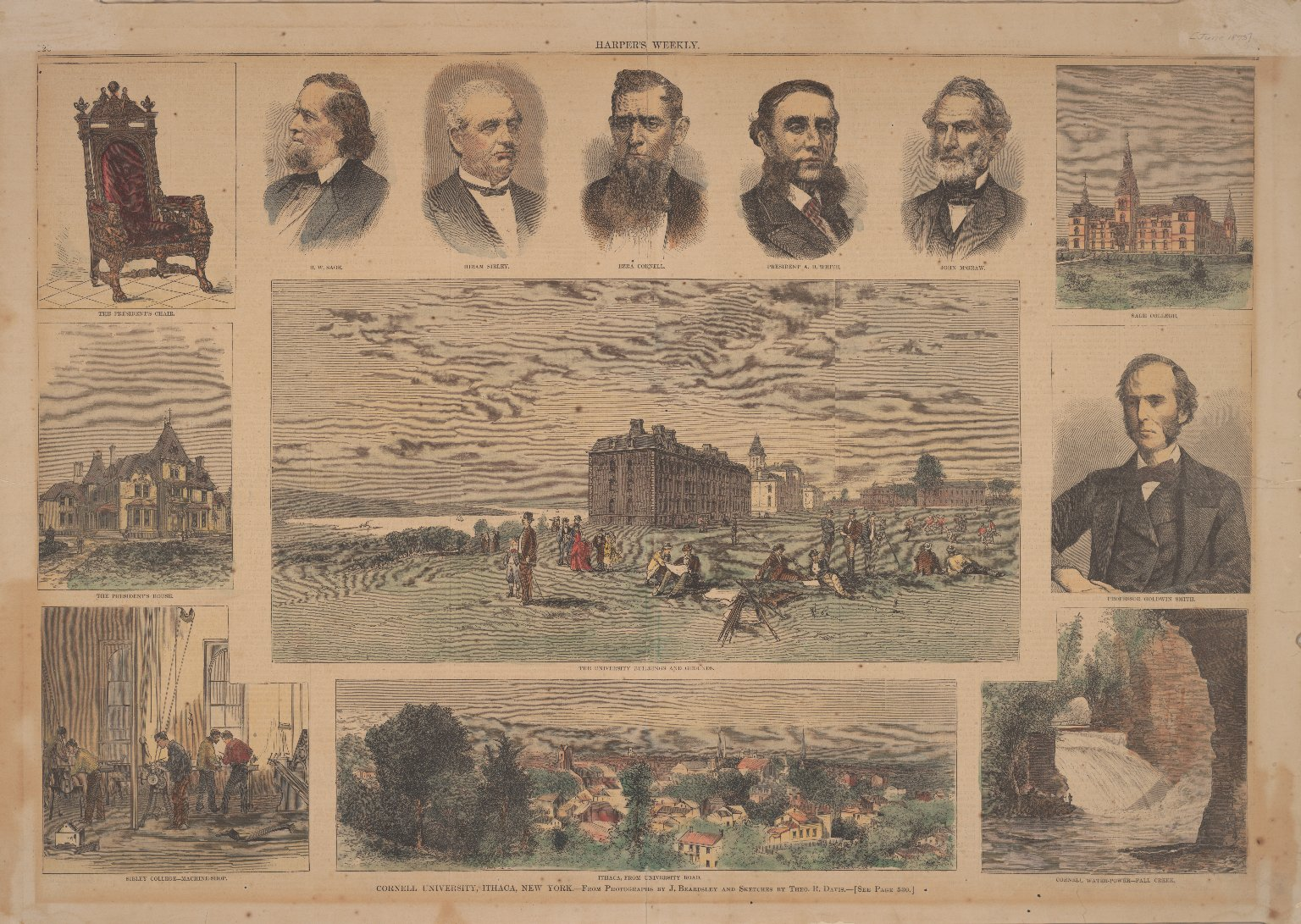
Una diffusione pittorica di Cornell sul Harper's Weekly nel 1873

Con l'implementazione del Title IX a metà degli anni '70, l'ateneo ampliò significativamente le sue offerte sportive per le donne. Il dipartimento di educazione fisica e atletica, che ospitava tutte le attività femminili nella Helen Newman Hall, iniziò a svolgere programmi per uomini e donne in tutte le strutture.

## Non settarismo e religione nel campus
Fino al momento della fondazione di Cornell, le più importanti università americane erano legate alle confessioni religiose. Cornell, nata come scuola non settaria, dovette comunque competere con le istituzioni patrocinate dalla chiesa per ottenere le sovvenzioni fondiarie a New York. Nel suo discorso inaugurale, A.D. White ha affermato: "Lavoreremo per rendere questa un'istituzione cristiana, non può mai essere un'istituzione settaria". Tuttavia, l'università ha previsto disposizioni per l'osservanza religiosa volontaria nel campus. Attualmente, la carta universitaria prevede che "le persone di ogni confessione religiosa o di nessuna confessione religiosa siano ugualmente eleggibili per tutti gli uffici e le nomine". Nel corso del XX secolo, la carta universitaria richiedeva anche che la maggioranza dei fiduciari non appartenesse a una singola denominazione. Nel 1875 fu aperta la Sage Chapel, una casa di culto non confessionale. Dal 1929, la Cornell United Religious Works (CURW) è stata un'organizzazione che riunisce i cappellani del campus sponsorizzati da diverse confessioni e fedi. Uno dei cappellani fu Daniel Berrigan che, mentre era assistente del direttore del CURW, divenne un leader nazionale nella protesta contro la Guerra del Vietnam. Nel 1971, gli aspetti dell'attivismo sociale del CURW furono scorporati in un centro separato per religione, etica e politica sociale (CRESP). Nel 2006, CRESP è stato riorganizzato come centro per l'azione trasformativa di Cornell.
Alla fine degli anni '50, il National Council of Young Israel (NCYI) prese in affitto una casa di fronte all'università e vi allestì un centro di vita ebraica e una sala da pranzo kosher. La Cornell Young Israel Chapter divenne il centro della vita ebraica e fu creata una nuova fondazione per l'osservanza Casherut presso l'università, in modo che il centro potesse occuparsi della preparazione del cibo per il pranzo e riuscisse a servirlo anche nella parte nord del campus.
Dal 1870, il sistema delle confraternite e delle sorellanze di Cornell ha svolto un ruolo di primo piano nella vita studentesca, con molti capitoli che sono entrati a far parte delle organizzazioni nazionali. A partire dal 1952, 19 confraternite imponevano restrizioni basate su razza, religione o origine nazionale, e delle 32 confraternite senza tali requisiti nazionali, 19 non accettavano membri "misti". In risposta, il consiglio delle confraternite studentesche ha approvato una risoluzione che condanna la discriminazione. Negli anni '60, gli amministratori istituirono una commissione per esaminare le restrizioni sull'adesione a tali organizzazioni nazionali. Cornell adottò una politica che richiedeva fraternità alle affiliate e ai cittadini discriminati in base alla religione o alla razza di modificare le loro carte nazionali o di lasciare le organizzazioni nazionali. Di conseguenza, un certo numero di organizzazioni nazionali greche ha eliminato le barriere razziali o religiose.
Nel 1873 fu posata la pietra angolare di Sage Hall. Questa nuova sala avrebbe ospitato il Sage College for Women, sancendo così il legame di cooperazione tra l'Università Cornell e il Sage College. Ezra Cornell scrisse una lettera per i posteri, datata 15 maggio 1873, e la sigillò nella pietra angolare. Non vennero fatte copie della lettera e Cornell mantenne il contenuto segreto. Tuttavia, Cornell fece un accenno al tema della lettera durante il suo discorso alla dedica di Sage Hall, affermando che "la lettera, di cui non ho tenuto nessuna copia, depositata nella pietra angolare e indirizzata al futuro uomo e donna rivelerà alle generazioni future la causa del fallimento di questo esperimento, se mai dovesse fallire, poiché ho fiducia in Dio non lo farà mai".
Gli storici di Cornell supponevano in gran parte che "l'esperimento" a cui Cornell si riferisse fosse quello della coeducazione, dato che Sage Hall doveva essere un dormitorio femminile e la coeducazione era ancora una questione controversa all'epoca. Tuttavia, quando la lettera fu finalmente dissotterrata nel 1997, il suo focus si rivelò essere lo status di non settarismo dell'università, un principio che aveva suscitato grandi controversie nel XIX secolo, dato che la maggior parte delle università dell'epoca aveva specifiche affiliazioni religiose. Cornell ha scritto:

In occasione della posa della pietra angolare del Sage College per le donne della Cornell University, desidero dire che il pericolo principale, e dico quasi l'unico, che vedo per il futuro degli amici dell'educazione e di tutti gli amanti della vera libertà è ciò che può derivare dal conflitto settario.
Da queste aule, il settarismo deve essere escluso per sempre; tutti gli studenti devono essere lasciati liberi di adorare Dio secondo la propria coscienza e tutte le persone, di qualsiasi credo o non credenti, devono poter accedere liberamente e facilmente e essere accolti con cordialità e uguaglianza nelle strutture educative della Cornell University.
La coeducazione e l'assenza di qualsiasi discriminazione basata su preferenze settarie o politiche è l'unico modo corretto e sicuro per garantire un'istruzione che risponda alle aspettative future e preservare l'idea alla base dell'istituzione, ovvero "dare a chiunque la possibilità di studiare qualsiasi materia". Con la presente affido questa grande fiducia alle vostre cure.

## Innovazioni infrastrutturali
Nel 1883, Cornell fu uno dei primi campus universitari a utilizzare l'elettricità per illuminare i terreni tramite una dinamo alimentata ad acqua. Nel 1904 fu costruita una centrale idroelettrica nella gola di Fall Creek. L'impianto preleva l'acqua dal lago Beebe attraverso un tunnel situato sul lato della gola e la convoglia per generare fino a 1,9 megawatt di elettricità. L'impianto continuò a soddisfare le esigenze elettriche del campus fino al 1970, quando le tariffe di servizio locali imposero un'importante pressione economica sulla produzione autonoma di elettricità. La centrale, ormai dismessa, fu vandalizzata nel 1972, ma nel 1981 fu rinnovata e rimessa in funzione.
Nel 1986-87, un impianto di cogenerazione è stato aggiunto all'impianto di riscaldamento centrale per generare elettricità dal calore residuo di quest'ultimo. Il progetto Cornell Combined Heat & Power è stato completato nel dicembre 2009, quando l'impianto di riscaldamento centrale è stato modificato per funzionare con il gas naturale invece che con il carbone, consentendo all'impianto di soddisfare il fabbisogno elettrico del campus, ad eccezione dei picchi.
Negli anni 1880, fu costruito un ponte sospeso sul fiume Fall Creek per garantire l'accesso pedonale al campus da nord. Nel 1913, i professori S.C. Hollister e William McGuire progettarono un nuovo ponte sospeso che si sarebbe esteso per 42 metri e 89 centimetri sopra il livello dell'acqua e 150 metri a valle dell'originale. Tuttavia, il secondo ponte fu dichiarato non sicuro e chiuso nell'agosto 1960 per essere ricostruito con una sostituzione dello stesso design.
L'Università Cornell ha gestito il Radiotelescopio di Arecibo (che include un radar) dalla sua costruzione negli anni '60 fino al 2011.
Nel 1963, l'università iniziò a gestire un sistema di acqua refrigerata centralizzato a circuito chiuso per il condizionamento dell'aria e il raffreddamento dei laboratori, utilizzando refrigeratori meccanici centralizzati anziché condizionatori d'aria specifici per edifici. Nel 2000, l'ateneo ha avviato il funzionamento del suo Lake Source Cooling System, che sfrutta la temperatura dell'acqua fredda sul fondo del Lago Cayuga (circa 39 °F) per climatizzare il campus. Il sistema è stato il primo uso su larga scala del raffreddamento delle sorgenti lacustri nel Nord America.

## Dedizione e coinvolgimento degli alumni
La prima cattedra dell'università, istituita nel 1874 grazie alla donazione del finanziere di newyorkese Joseph Seligman, fu la cattedra di letteratura e storia ebraica e orientale; a condizione che lui (Seligman) nominasse il presidente seguendo i suoi desideri, fu nominato il Dr. Felix Adler (Società per la Cultura Etica). Dopo due anni, il professor Adler fu esonerato. Seligman richiese un'inchiesta. Nel 1877, Joseph Seligman fu escluso e gli amministratori stabilirono uno dei loro principi guida che regolavana l'accettazione di finanziamenti: "In futuro, l'università (Cornell) non accetterà dotazioni di cattedre che privino il consiglio di fondazione del potere di selezionare le persone che devono occupare tali cattedre".
Nel settembre del 1896, il presidente di Cornell, Jacob Gould Schurman, riuscì a prevalere sul consiglio di fondazione e a estendere un'offerta a Nathaniel Schmidt. La situazione al Colgate's Divinity School si era deteriorata. La teologia non ortodossa di Schmidt aveva creato malcontento all'interno di quel college. Dal 1886 all'arrivo del professore Nathaniel Schmidt nel 1896, la Cornell's Library mantenne il suo sostegno all'acquisizione di materiali del vicino oriente. Quando divenne presidente di Cornell, Jacob Gould Schurman decise che l'ateneo aveva bisogno di una cattedra di lingua ebraica. Nel 1896, Schurman persuase Henry Williams Sage a finanziare un professore di lingue semitiche e letterature per gli anni accademici 1896-97 e 1897-98. Era consapevole che l'università avrebbe potuto proteggere Schmidt a un prezzo conveniente. Le teorie non ortodosse di Schmidt rendevano insostenibile la sua permanenza alla Colgate Divinity School. Schmidt ottenne il rispetto della comunità di Cornell. Notato per la sua integrità personale e accademica, fu presto protetto da amministratori che nutrivano simpatia nei suoi confronti. Schmidt ha servito Cornell per trentasei anni, portando un alto carico d'insegnamento e di ricerca. Ha tenuto un corso elementare di insegnamento in ebraico ogni anno. Il programma di ebraico avanzato copriva i principali scrittori dell'Antico Testamento e alcune parti del Mishnaic e della letteratura talmudica in tre anni. Agli studenti di linguistica generale veniva consigliato di iniziare lo studio delle lingue semitiche con l'arabo, anch'esso offerto ogni anno. Aramaico ed egiziano si alternavano ad assiro ed etiopico. Il seminario semitico, con un programma annuale, era dedicato agli studi epigrafici.
Il secondo fu Susan E. Linn Sage, nominata professore di Etica e Filosofia nel 1890 da Henry Williams Sage. Da allora sono state istituite e nominate 327 cattedre, di cui 43 onorarie e prive di dotazione. La prima borsa di studio dell'università fu istituita nel 1892.
La legislatura dello stato di New York richiedeva che Cornell assegnasse borse di studio agli studenti di ciascun distretto per frequentare le lezioni universitarie gratuite. Sebbene sia Cornell che White credessero nell'utilità delle borse di studio, in seguito il legislatore sostenne che avrebbero dovuto garantire un nuovo studente di matricola per distretto ogni anno, o quattro per distretto. Ciò ha consentito a studenti con diverse risorse finanziarie di frequentare l'università sin dall'inizio.
Quando la società di dragaggio Atlantic Gulf & Pacific John McMullen lasciò la sua proprietà a Cornell per istituire borse di studio per gli studenti di ingegneria, gli amministratori di quest'ultima decisero di investire i fondi ottenuti dalla vendita della società e alla fine di liquidare la società di dragaggio. Il fondo risultante è la più grande dotazione di borse di studio di Cornell. Dal 1925, il fondo ha fornito un sostegno sostanziale a oltre 3 700 studenti d'ingegneria. Nel corso degli anni, Cornell ha ricevuto regali insoliti non in denaro, tra cui: la fattoria di Ezra Cornell, il laboratorio aeronautico Cornell (vedi sotto), una copia del Gettysburg Address di Lincoln, una mummia peruviana e gli alberi di olmo di Ostrander.
Prima dell'apertura dell'università, il legislatore statale modificò la carta di Cornell il 24 aprile 1867 per specificare i fiduciari eletti. Tuttavia, tale disposizione non entrò in vigore fino a quando non ci furono almeno 100 studenti, cosa avvenuta nel 1872. Cornell fu una delle prime università a eleggere gli amministratori fiduciari tramite elezioni dirette. (Harvard fu probabilmente il primo a dirigere l'elezione del suo Board of Overseers dagli alumni nel 1865). La prima amministratrice di Cornell fu Martha Carey Thomas (classe del 1877), eletta dagli ex alunni mentre era presidente del Bryn Mawr College.
Nell'ottobre del 1890, Andrew Carnegie divenne un membro del consiglio di amministrazione di Cornell e presto si rese conto della mancanza di piani pensionistici adeguati per la facoltà. La sua preoccupazione lo portò a fondare, nel 1905, quello che oggi è conosciuto come Teachers Insurance and Annuity Association of America (TIAA). Nell'ottobre del 2010, David A. Atkinson e sua moglie Patricia hanno donato 80 milioni di dollari per finanziare un centro di sostenibilità, che è attualmente il più grande regalo singolo per Cornell (ignorando l'inflazione) ed è il più grande mai fatto da un privato a un'università per sostenere la ricerca e le sue facoltà.
Molte classi hanno eletto dei segretari per mantenere la corrispondenza con i compagni di classe. Nel 1905, i segretari di classe si organizzarono per dare vita a quella che oggi viene chiamata Cornell Association of Class Officers, che si riunisce ogni anno per sviluppare programmi di classe per gli studenti e assistere all'organizzazione di riunioni. Il Cornell Alumni News è una pubblicazione indipendente, di proprietà degli studenti e fondata nel 1899. È di proprietà e controllata dalla Cornell Alumni Association, una società non profit separata ed è ora conosciuta come Cornell Alumni Magazine.

## Supporto dallo stato di New York
Secondo il Morrill Act, gli stati erano obbligati a finanziare la manutenzione delle strutture del college con sovvenzioni territoriali, ma non erano obbligati a finanziare le operazioni. Successivamente, le leggi imponevano agli stati di abbinare i fondi federali destinati alle stazioni di ricerca agricola e all'estensione cooperativa. Nel suo discorso inaugurale in qualità di terzo presidente di Cornell, l'11 novembre 1892, Jacob Gould Schurman annunciò la sua intenzione di ottenere il sostegno finanziario dello stato. Fino a quel momento, il rapporto di Cornell con lo stato si era rivelato una perdita economica netta. Cornell offriva ogni anno borse di studio a quattro studenti provenienti da ogni distretto di New York e spendeva fondi per operare come land-grant university. Decise invece di convincere lo stato a diventare un benefattore dell'università. Nel 1894, il legislatore statale approvò un finanziamento per la creazione del Cornell University College of Veterinary Medicine e stanziamenti annuali per il college. Questo ha segnato l'inizio di un nuovo rapporto tra Cornell e lo stato, basato su una collaborazione paritetica. Successivamente, a partire dalla fine della seconda guerra mondiale, gli stanziamenti annuali dello stato furono estesi all'agricoltura, all'economia domestica e alle relazioni industriali e lavorative.
Nel 1882, Cornell inaugurò la stazione agraria sperimentale dello stato di New York a Geneva, la sesta istituzione più antica del suo genere negli Stati Uniti. Ha fatto significativi progressi nell'agricoltura scientifica e per molti anni ha svolto un ruolo attivo nell'applicazione della legge in agricoltura.
Nel 1900, il curriculum in economia domestica fu aggiunto al college di agricoltura di Cornell. Nel 1919, questa scuola divenne un'istituzione separata sostenuta dallo stato . La scuola di economia domestica, a sua volta, iniziò a sviluppare lezioni in amministrazione alberghiera nel 1922, che si trasformò in un college separato, nato nel 1950.
Nel 1898, il New York State College of Forestry fu fondato a Cornell, diventando il primo college forestale del Nord America. Il college si impegnò a creare una foresta dimostrativa di 30 000 acri (120 km²) negli Adirondacks, finanziata dallo stato di New York. Tuttavia, i piani per la proprietà del direttore della scuola Bernhard Eduard Fernow attirarono le critiche dei vicini che vivono sul lago Saranac e il Knollwood Club, e il governatore Benjamin Barker Odell impose il veto all'appropriazione del 1903 da parte della scuola. Per questo motivo, Cornell chiuse la scuola. Secondo alcune fonti, Cornell ottenne un finanziamento statale annuale dal College of Agriculture in cambio della chiusura del college forestale. Nel 1911, la legislatura statale stabilì un College of Forestry dello stato di New York presso l'università di Syracuse e i resti del programma di Cornell diventarono il Dipartimento delle Risorse Naturali nel suo College di Agricoltura nel 1910. Tuttavia, Cornell aveva stipulato un contratto con la Brooklyn Cooperage Company per prelevare i tronchi dalla foresta e il popolo dello stato di New York, i membri del Knollwood Club ("People v. Brooklyn Cooperage Company e Cornell"), fecero causa per fermare le pratiche distruttive di Fernow, anche prima della chiusura della scuola. La Cornell University perse la causa nel 1910 e in appello nel 1912. Cornell fondò una foresta di ricerca a sud di Ithaca, che chiamò "Arnot Woods". In seguito, quando lo stato di New York finanziò la costruzione di un edificio forestale per la scuola di agricoltura, il New York State College of Agriculture and Life Sciences, la Cornell lo chiamò Fernow Hall.
Nel 1914, il Dipartimento dell'Agricoltura degli Stati Uniti iniziò a finanziare i servizi di estensione cooperativa attraverso i collegi di sovvenzioni territoriali di ogni stato e l'univeristà Cornell ampliò il suo impatto inviando agenti per diffondere conoscenza in ogni contea dello stato di New York. Sebbene Siracusa avesse iniziato a concedere diplomi di silvicoltura, gli agenti di estensione di Cornell coprirono tutti i settori dell'economia domestica e dell'agricoltura, inclusa la silvicoltura.
Nel 1945, in risposta alle richieste dei sindacati e dei leader democratici, il legislatore dello Stato di New York fondò la Cornell University School of Industrial and Labor Relations. La scuola raggiunse rapidamente una dimensione nazionale quando Frances Perkins, che fu il primo membro femminile del governo degli Stati Uniti a ricoprire l'incarico di Segretario del Lavoro per più tempo di chiunque altro (12 anni), entrò a far parte della facoltà ILR. Poiché gli interessi agricoli erano per lo più affiliati ai repubblicani, Cornell godeva del sostegno bipartisan dopo la seconda guerra mondiale.
Nel 1948, il legislatore inserì tutti gli studi superiori finanziati dallo Stato nella nuova State University of New York (SUNY). Le quattro università statutari di Cornell (agricoltura, ecologia umana, relazioni di lavoro e medicina veterinaria) erano affiliate alla SUNY sin dalla sua nascita, ma non lo erano prima di quel momento. I dipendenti del college statutario sono legalmente dipendenti di Cornell, ma non dipendenti di SUNY. La legge sull'educazione statale conferisce al Consiglio di fondazione SUNY l'autorità di approvare la nomina dei presidi/capi unità delle università statutarie di Cornell e di controllare il livello di finanziamento statale per le università statutarie.
Oggi il sostegno statale è considerevole. Nel perdiodo 2007-2008, l'università ha ricevuto un totale di 174 milioni di dollari di stanziamenti statali per le proprie attività. Dei 2,5 miliardi di dollari di spese in conto capitale preventivate per il periodo 2007-2017, 721 milioni di dollari erano destinati a provenire dallo stato di New York.

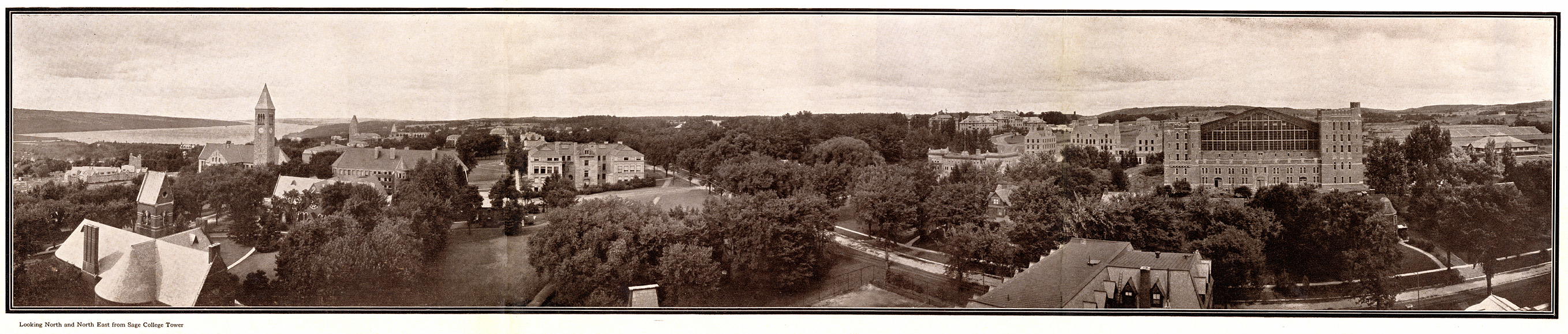
Il campus dell'Università Cornell nel 1919

## Educazione medica
A partire dal 1878, il campus di Cornell a Ithaca offriva un programma scolastico pre-medico, sebbene la maggior parte degli studenti si iscrivesse alla scuola di medicina subito dopo la scuola superiore. Nel 1896, tre istituzioni della città di New York, l'University Medical College, il Loomis Laboratory e il Bellevue Hospital Medical College, si unirono con l'obiettivo di affiliarsi alla New York University (NYU). Tuttavia, la NYU impose una serie di nuove politiche, inclusa la limitazione della facoltà a ciò che avrebbero guadagnato come uno studio privato. La facoltà si ribellò nel 1897 e cercò di riottenere la proprietà delle tre ex istituzioni, intentando una causa. Il 22 marzo 1904 e il 5 aprile 1904, la Corte d'appello dello Stato di New York ordinò alla NYU di restituire la proprietà al Loomis Laboratory, in quanto il direttore della NYU aveva violato le promesse fatte per formare la fusione. Dopo aver ottenuto la separazione dalla NYU, le facoltà di medicina cercarono una nuova affiliazione universitaria e il 14 aprile 1898, il consiglio di fondazione di Cornell approvò la creazione di una scuola di medicnia e l'elezione di ex professori della NYU a decano e professori. La scuola venne inaugurata il 4 ottobre 1898 nelle strutture del Loomis Laboratory. Nel 1900, la scuola aprì un nuovo campus sulla First Avenue, nell'Upper East Side di Manhattan, grazie alla donazione di Oliver Hazard Payne. Nell'autunno del 1898, Cornell avviò un programma che consentiva agli studenti di frequentare i primi due anni di scuola di medicina a Ithaca, con la costruzione della Stimson Hall a tale scopo. L'edificio fu inaugurato nel 1903. Il corso di laurea magistrale era aperto a uomini e donne, ma le donne dovevano studiare a Itaca per i loro primi due anni. Nel 1908, la Cornell fu una delle prime scuole mediche a richiedere una laurea come prerequisito per l'ammissione al programma M.D.. Nel 1913, la scuola di medicina di Cornell si affiliò al New York Hospital come ospedale per l'insegnamento. A differenza della sede di New York, che era ben dotata, la filiale di Ithaca era finanziata dall'università e, nel 1910, gli amministratori ridussero il suo campo di applicazione agli studenti del primo anno, e alla fine lo abbandonarono gradualmente.

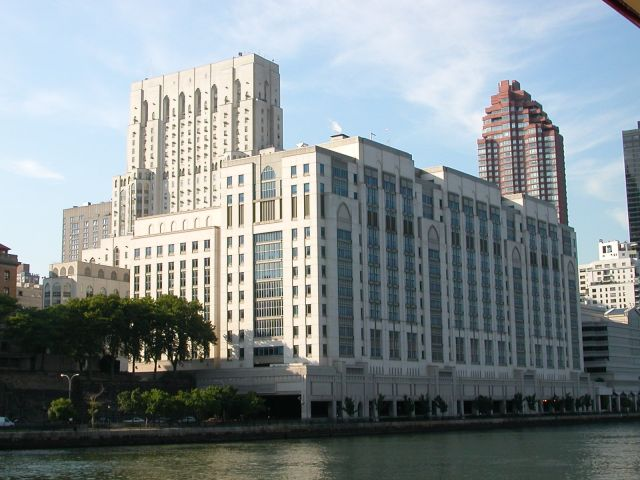
New York-Presbyterian/Weill Cornell

Nel 1927, la donazione di 27 milioni di dollari di William Payne Whitney permise la costruzione della Payne Whitney Psychiatric Clinic, che divenne il nome del grande sforzo psichiatrico di Weill Cornell. Nello stesso anno, il college divenne affiliato con il New York Hospital e le due istituzioni si trasferirono nel loro attuale campus comune nel 1932. Nel 1942, la scuola di formazione per infermieri dell'ospedale divenne affiliata all'università e operò come Cornell Nursing School fino alla sua chiusura nel 1979.
Nel 1998, l'ospedale affiliato della Cornell University Medical College, il New York Hospital, si è fuso con il Presbyterian Hospital (l'ospedale affiliato della Columbia University College of Physicians and Surgeons). L'istituzione combinata opera oggi come New York-Presbyterian Hospital. Nonostante l'alleanza clinica, le facoltà e le funzioni didattiche delle due università rimangono distinte e indipendenti. Molte borse di studio e programmi clinici si sono fusi, tuttavia le istituzioni stanno continuando a impegnarsi per unire i dipartimenti, con l'obbiettivo di migliorare gli sforzi accademici, ridurre i costi e aumentare il riconoscimento pubblico. Tutti gli ospedali del New York–Presbyterian Healthcare System sono affiliati con uno dei due college.
Sempre nel 1998, la facoltà di medicina è stata rinominata Weill Medical College of Cornell University in seguito alla donazione di Sanford I. Weill, all'epoca presidente di Citigroup.

## Cornell Aeronautical Laboratory
Curtiss-Wright hanno costruì questo laboratorio situato nella periferia di Buffalo come parte dello sforzo della seconda guerra mondiale. In seguito alla pianificazione fiscale, indotta dallo sforzo bellico, Curtiss-Wright ha donato la struttura alla Cornell University affinché potesse operare "come una società pubblica", usufruendo anche di una detrazione fiscale benefica. Altre sette compagnie aeree della East Coast contribuirono con 675000 $ per finanziare il progetto. Il laboratorio ha operato sotto il nome di Cornell Aeronautical Laboratory dal 1946 al 1972. Durante questo stesso periodo, la Cornell ha fondato una nuova scuola di specializzazione in ingegneria aerospaziale nel suo campus di Ithaca, nello stato di New York.
Nel 1948 il Cornell Aeronautical Laboratory inventò il primo manichino da crash test, nel 1951 la prima cintura di sicurezza per autoveicoli, nel 1956 la prima unità di campo mobile con radar meteorologico per il rilevamento di previsioni meteorologiche, nel 1960 la prima accurata simulazione aerea di un nuovo aereo (il North American X-15) e nel 1964 la prima dimostrazione di successo di un sistema radar automatico a bassa quota. Nel 1966, il laboratorio ha effettuato con successo la prima misurazione della densità dei gas con un raggio laser. Nel 1967, ha sviluppato il primo impianto di test HYGE a slitta indipendente per la valutazione dei sistemi di ritenuta automobilistica. Due anni più tardi, nel 1969, ha sviluppato il mytron, uno strumento per la ricerca sul comportamento e sui disordini neuromuscolari. Infine, nel 1972, ha svillupato il prototipo del sistema di lettura delle impronte digitali del Federal Bureau of Investigation. Il CAL svolgeva il ruolo di "mediatore onesto", effettuando paragoni oggettivi tra piani concorrenti per la costruzione di hardware militare. Ha inoltre condotto una ricerca anti-insurrezione in Thailandia per il Dipartimento della Difesa. Al momento della cessione, il CAL aveva 1 600 dipendenti. Il Cornell Aeronautical Laboratory ha condotto test in galleria del vento su modelli di un certo numero di grattacieli, tra cui in particolare la John Hancock Center di Boston, nel Massachusetts, e la Commerce House di 40 piani a Seattle,  nello stato di Washington.
Durante la fine degli anni '60 e l'inizio degli anni '70, le università furono criticate per aver condotto ricerche di guerra, in particolare quando la guerra del Vietnam divenne impopolare e la Cornell University cercò di interrompere i suoi legami con il governo. Nel 1968, la Cornell accettò un'offerta da 25 milioni di dollari da EDP Technology per l'acquisto del laboratorio. Tuttavia, un gruppo di dipendenti del laboratorio, che aveva fatto un'offerta concorrente di 15 milioni di dollari, intentò una causa per bloccare la vendita. Nel maggio del 1971, la Corte suprema di New York decise che Cornell avesse il diritto di vendere il laboratorio. Tuttavia, alla conclusione della causa, EDP Technology non riuscì a raccogliere denaro, pertanto nel 1972 Cornell riorganizzò il laboratorio e la società a scopo di lucro fu denominata Calspan Corporation, per poi venderne le azioni al pubblico.

## Relazioni razziali
Cornell aveva iniziato ad ammettere studenti afroamericani verso la metà del 1880. Il 4 dicembre 1906 fu fondata la Alpha Phi Alpha, la prima fraternità di lettere greche per afroamericani, proprio all'Università Cornell. Fino agli anni '60, il numero di studenti di colore che si iscriveva a Cornell era molto basso, ma poi l'ateneo costituì la commissione per i progetti educativi speciali (COSEP) per ammettere e guidare gli studenti delle minoranze. Nel 1969, fu fondato il Centro di studi e ricerche Africana, uno dei primi programmi di questo genere nella Ivy League. Il 1º aprile 1970, durante un periodo di intensa tensione razziale, l'edificio che ospitava il centro andò a fuoco. Dal 1972, Ujamaa, un dormitorio per programmi d'interesse speciale situato in North Campus Low Rise No. 10, offre alloggio a molti studenti di minoranze. Tuttavia, nel 1974, il Consiglio di Stato di New York ne ordinò la desegregazione e la questione rimase controversa per anni.

### La presa del Willard Straight Hall

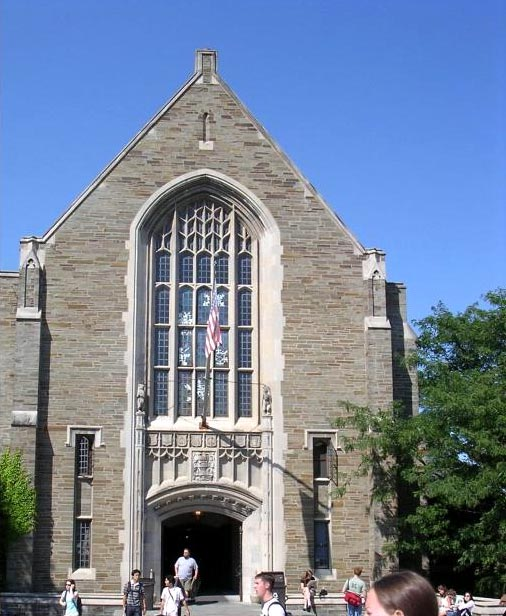
Willard Straight Hall

Il 19 aprile 1969, nel fine settimana dedicato ai genitori, oltre 80 membri della società afroamericana di Cornell occuparono l'edificio del sindacato studentesco Willard Straight Hall. L'azione fu spinta dall'aumento delle tensioni razziali nell'università e dalla frustrazione degli studenti per l'assenza di sostegno da parte dell'amministrazione nei confronti di un programma di studi afroamericano. I catalizzatori specifici che portarono all'acquisizione furono un rimprovero rivolto a tre studenti di colore per un incidente avvenuto nel mese di dicembre precedente e un incendio di una croce che si verificò di fronte alla cooperativa delle donne di colore, nonché altri casi di razzismo.
Il giorno successivo fu negoziato un accordo tra gli studenti e i funzionari universitari e il 20 aprile l'acquisizione terminò con la decisione dell'amministrazione che acconsentì a alcune delle richieste della società afroamericana. Gli studenti manifestarono il loro sostegnoal movimento con il saluto black power e brandendo le pistole (le armi erano state portate nella Willard Straight Hall dopo l'iniziale acquisizione). James Alfred Perkins, presidente di Cornell durante gli eventi, si dimise subito dopo la crisi.
Alcuni degli elementi dell'accordo richiesero l'approvazione della facoltà, che il 21 aprile votò a sostegno dei rimproveri nei confronti dei tre studenti. Inoltre, fu chiesto alla facoltà di riconsiderare il proprio statuto e, nel frattempo, un gruppo di persone, compreso tra i 2 000 e i 10 000 individui, si riunì a Barton Hall per discutere la questione mentre la facoltà deliberava. Fu così costituita la "Barton Hall Community", che elesse una rappresentante per avviare una revisione completa dell'ateneo. Tra i cambiamenti derivanti dalla crisi vi erano la fondazione del Cornell Africana Studies and Research Center, la revisione del sistema giudiziario del campus e l'aggiunta di studenti al Consiglio di fondazione di Cornell. La crisi spinse anche New York a mettere in atto la legge Henderson, che imponeva a tutti i college dello stato di adottare le regole per il mantenimento dell'ordine pubblico.
Donald Kagan, professore dell'università di Yale, a Cornell fu un democratico liberale fino al 1969 (1958-69), ma cambiò idea nel 1969 e divenne uno dei primi firmatari della Dichiarazione dei Principi del 1997 del progetto di ricerca neoconservatore per il progetto per un nuovo secolo americano. Secondo Jim Lobe, citato in The Fall of the House of Bush di Craig Unger (p. 39, n.), la svolta di Kagan dal liberalismo avvenne nel 1969, quando l'Università Cornell fu spinta ad avviare il programma "Black Studies" per espellere gli studenti che, armati di pistola, avevano occupato il Willard Straight Hall: "Guardare gli amministratori dimostrare tutto il coraggio di Neville Chamberlain ha avuto un grande impatto su di me, e sono diventato molto più conservatore". Alla vigilia delle elezioni presidenziali del 2000, Kagan e suo figlio, Frederick Kagan, pubblicarono il saggio While America Sleeps, un appello per aumentare la spesa per la difesa.

## Studi interdisciplinari
Storicamente, i college di Cornell hanno operato con grande autonomia: ognuno aveva una politica di ammissione separata, facoltà separate, personale per la raccolta fondi separato e, in molti casi, anche strutture scolastiche separate. Tuttavia, l'università prese provvedimenti per incoraggiare la collaborazione tra i vari ambiti accademici interni ed esterni. Negli anni '60, l'università creò una divisione di scienze biologiche per unificare i relativi programmi dei college dell'Arte e dell'Agricoltura. Sebbene sia stato un successo, la struttura è stata infine abbandonata nel 1999 a causa delle difficoltà di finanziamento.
Nel 1999 è stata fondata una "Facoltà d'informatica e scienze dell'informazione"  per unificare le attività d'informatica in tutta l'università. Questa struttura ha risolto la necessità di una scuola o un college separato di informatica. Per i suoi primi dieci anni, Robert Lee Constable ha ricoperto il ruolo di preside.

## Accessibilità e uso delle donazioni
Dagli anni '70, le lezioni di Cornell e delle altre scuole della Ivy League sono cresciute molto più rapidamente dell'inflazione. Questa tendenza è coincisa con la creazione di programmi di prestiti agli studenti garantiti a livello federale. Allo stesso tempo, le donazioni di queste scuole continuano a crescere grazie a doni e investimenti di successo. Tuttavia, i critici hanno chiesto alle università di mantenere i loro corsi a prezzi accessibili e di non accumulare guadagni di dotazione. Di conseguenza, nel 2008, Cornell e altre scuole Ivy Legue hanno deciso di aumentare la spesa destinata ai guadagni di dotazione per sovvenzionare le tasse scolastiche delle famiglie a basso e medio reddito, riducendo il debito che gli studenti Cornell dovevano accollarsi. Cornell ha anche posto la priorità alla sollecitazione di borse di studio per gli studenti universitari. Nell'autunno del 2007, Cornell aveva 1 863 studenti universitari (il 14% di tutti gli studenti universitari) che ricevevano sovvenzioni federali Pell Grant. Gli studenti di Cornell che hanno avuto accesso al Pell Grant sono approssimativamente equivalenti al numero di studenti che beneficiano dello stesso programma e che studiano a Harvard, Princeton e Yale.

## Rappresentazione nella finzione
Studenti e docenti hanno reso omaggio a Cornell con opere di narrativa. Il più noto è The Widening Stain, apparso per la prima volta in forma anonima. In seguito, Morris Bishop rivelò di essere l'autore del romanzo. Alison Lurie ha scritto un racconto fittizio ambientato nel campus durante le proteste della Guerra del Vietnam intitolato The War Between the Tates. Matt Ruff ha catturato l'Università Cornell intorno al 1985 nel film The Fool on the Hill. Richard Fariña ha scritto un romanzo basato su una vera protesta del 1958 guidata da Kirkpatrick Sale contro le politiche in loco parentis in Been Down So Long Like To Me.